# Marijan Christow
Marijan Christow (bulgarisch Мариян Христов, engl. Transkription Mariyan Hristov; * 29. Juli 1973 in Botewgrad) ist ein ehemaliger bulgarischer Fußballspieler und jetziger -trainer.

## Leben

### Verein
Seine Karriere begann in Bulgarien bei Balkan Botewgrad. Weitere Stationen Christows waren Slawia Sofia und Lewski Sofia, bevor er 1997 in die Pfalz zum 1. FC Kaiserslautern wechselte. Neben 146 Spielen (26 Tore) für Lauterns Erstligamannschaft kam er auch – im Anschluss an eine Verletzung – im Amateurteam des FCK zum Einsatz. In der Bundesliga war Christow 29-mal als Torschütze erfolgreich. Ab der Saison 2004/05 spielte er für den VfL Wolfsburg, wo der Mittelfeldspieler nach langer Ausfallzeit durch seine Verletzung gegen Ende der Saison 2005/06 wieder erfolgreich als Spieler eingesetzt werden konnte. Die Saison 2006/07 fiel er fast komplett durch eine Verletzung aus, wodurch sein Vertrag beim VfL 2007 nicht verlängert wurde.

### Nationalmannschaft
Christow nahm mit Bulgarien an der Fußball-Weltmeisterschaft 1998 und an der Fußball-Europameisterschaft 2004 teil. Letztmals für die Nationalmannschaft Bulgariens lief Christow am 6. Februar 2007 auf, als man die Nationalmannschaft Lettland mit 2:0 besiegt hatte.

### Trainerkarriere
Seit 2008 ist Christow Spielertrainer des PFC Balkan Botewgrad, der in der dritten bulgarischen Liga W Grupa Südwest spielt.

## Kurioses
Im Finale des DFB-Pokals 2002/03 sah der damalige Lauterer eine rote Karte und wurde für drei Pokalpartien gesperrt. Da Kaiserslautern in der Folgesaison bereits in der ersten Pokalrunde scheiterte, war er zu Beginn der Saison 2004/05 noch zwei Spiele gesperrt. Dies war jedoch seinem neuen Club VfL Wolfsburg nicht bewusst, der ihn in der ersten Pokalrunde gegen die Amateure des 1. FC Köln einsetzte. Das Spiel, das Wolfsburg mit 3:0 gewann, wurde anschließend mit 2:0 für die Kölner Amateure gewertet.

## Erfolge als Spieler
- Deutscher Meister: 1998 mit dem 1. FC Kaiserslautern
- DFB-Pokalfinalist: 2003 mit dem 1. FC Kaiserslautern